# Tarancón
Tarancón és un municipi de la província de Conca, a la comunitat autònoma de Castella la Manxa, situat a la part occidental de la província, a 82 km de Conca. Té una superfície de 106 km² i en el cens de 2007 tenia 14 214 habitants. El codi postal és 16400 i és cap de partit judicial. Limita al nord amb Belinchón, al nord-est amb Huelves, a l'est amb Tribaldos i Villarrubio, al sud amb Fuente de Pedro Naharro i a l'oest amb Santa Cruz de la Zarza.

## Administració
| Període      | Nom de l'alcalde/-essa        | Partit polític | Data de possessió |
| ------------ | ----------------------------- | -------------- | ----------------- |
| 1979 - 1983  | Antonio Domínguez             | (UCD)          | 19/04/1979        |
| 1983 - 1987  | José García Barrios           | (PSOE)         | 28/05/1983        |
| 1987 - 1991  | Juan Manuel López             | (PP)           | 30/06/1987        |
| 1991 - 1995  | Juan Manuel López             | (PP)           | 15/06/1991        |
| 1995 - 1999  | Antonio Domínguez             | (PP)           | 17/06/1995        |
| 1999 - 2003  | Raúl Amores Pérez             | (PSOE)         | 03/07/1999        |
| 2003 - 2007  | Raúl Amores Pérez             | (PSOE)         | 14/06/2003        |
| 2007 - 2011  | Raúl Amores Pérez             | (PSOE)         | 16/06/2007        |
| 2011 - 2015  | María Jesús Bonilla Domínguez | (PP)           | 11/06/2011        |
| 2015 - 2019  | José Manuel López Carrizo     | (PSOE)         | 13/06/2015        |
| 2019 - 2023  | José Manuel López Carrizo     | (PSOE)         | 15/06/2019        |
| Des del 2023 | n/d                           | n/d            | 17/06/2023        |

## Personatges il·lustres
- Melchor Cano (Tarancón, 1509 - † Madridejos, Toledo, 1560), frare dominic, teòleg i bisbe.
- Agustín Fernando Muñoz y Sánchez, segon marit de na Maria Cristina de Borbó-Dues Sicílies (reina d'Espanya).